# Трансвестизм

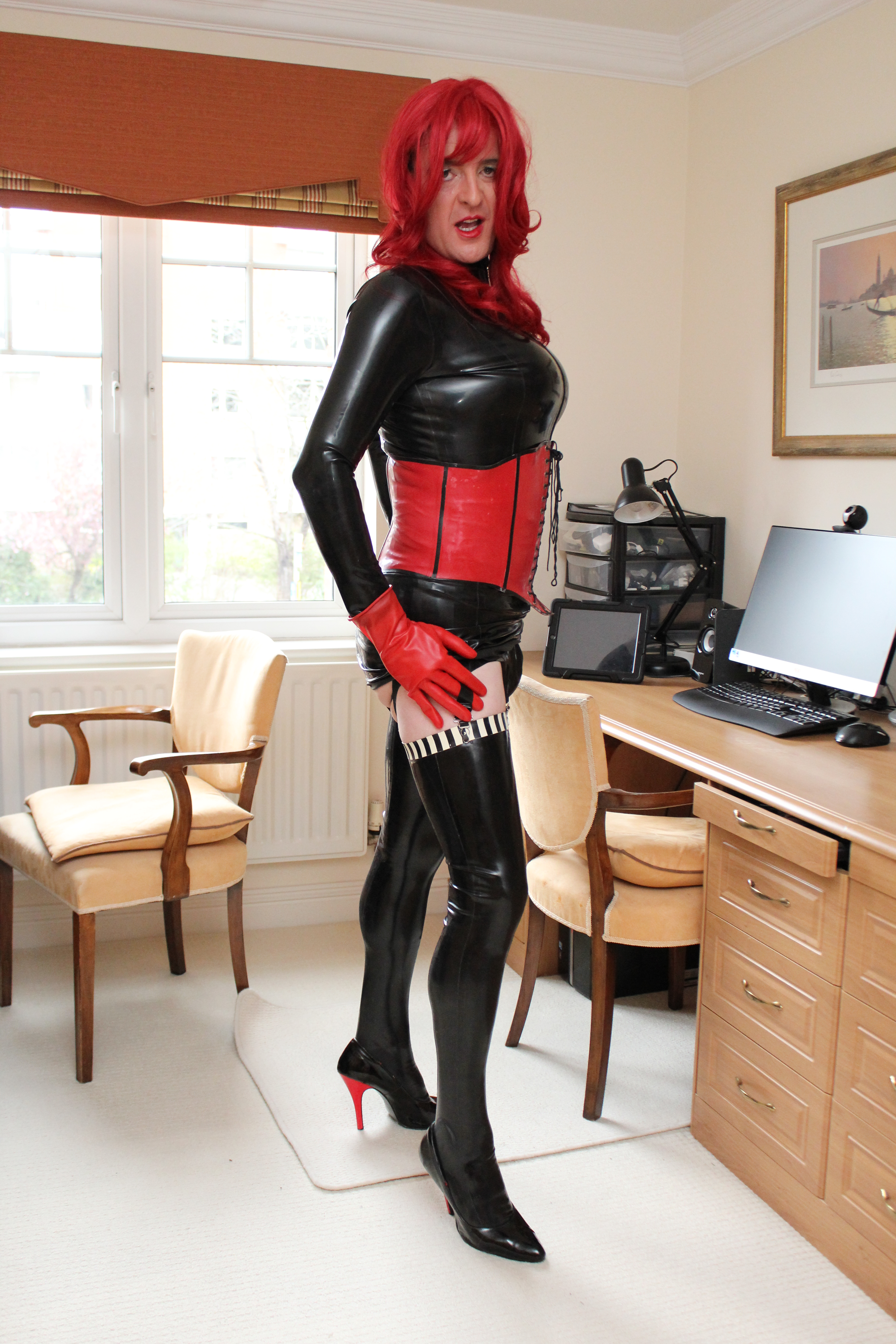
Трансвестит

Трансвестизм (італ. travestire — перевдягати) — перевдягання в одяг, суспільні норми та умовності якого відносять до атрибутів протилежної статі.
Трансвестизм поширений серед осіб усіх варіантів сексуальної орієнтації.
Виділяють три його форми:
- трансвестизм транссексуалів відображає бажання стати людиною протилежної статі;

- фетишистський трансвестизм (трансвестофілія) — поширений переважно у гетеросексуалів, які отримують сексуальне збудження від носіння одягу протилежної статі; у такому випадку крос-ґендерний одяг є фетишем, зумовлена його носінням сексуальна поведінка має нав'язливий характер і є ознакою парафілії;

- звичайний трансвестизм — бажання перевдягатись тому що це забавно, кидає виклик суспільним ґендерним нормам, продиктовано бажанням з тих чи інших причин приховати свою стать, виразити наявність у себе рис протилежної статі, створити ефект еротичної принадливості у потенційних партнерів та ін.; поширений як серед гетеросексуалів, так і серед фемінізованих гомо- та бісексуалів.

## В культурі
У деяких культурах трансвестизм практикується з релігійних, традиційних чи церемоніальних причин. Наприклад, в Індії деякі священослужителі чоловіки індуїстського бога Крішни, особливо в Матхурі та Вріндавані, одягаються в жіночий одяг, щоб зобразити його консорта, богиню Радгу, як акт набожності.
В Італії неаполітанські фемінеллі (жіночні чоловіки) носять весільні сукні, які називаються matrimonio dei femminielli (одруження фемінеллі), процесія проходить вулицями, традиція, яка, очевидно, має язичницьке походження.

## Галерея

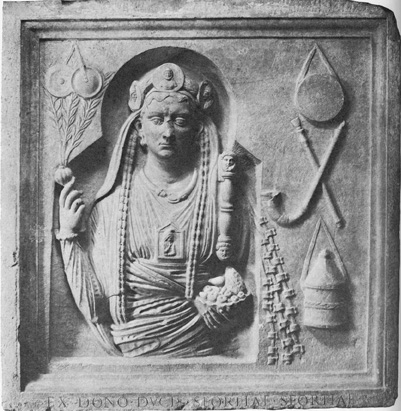
Священик/жриця Архігалл Стародавнього Риму.
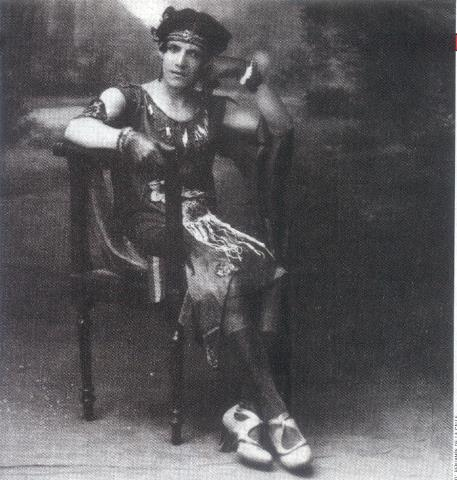
Фотографія Альвара Ечаваррії ("El excluido") 1927 року Кукута, Колумбія
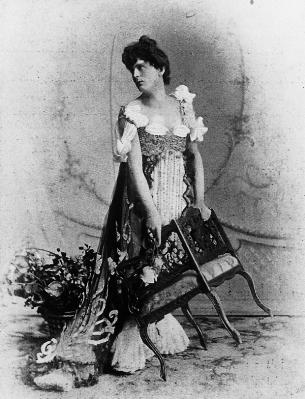
Барон фон Тешенберг, німецький трансвестит, один із засновників Науково-гуманітарного комітету
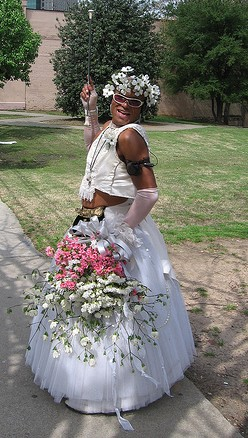
Сучасний американський трансвестит.
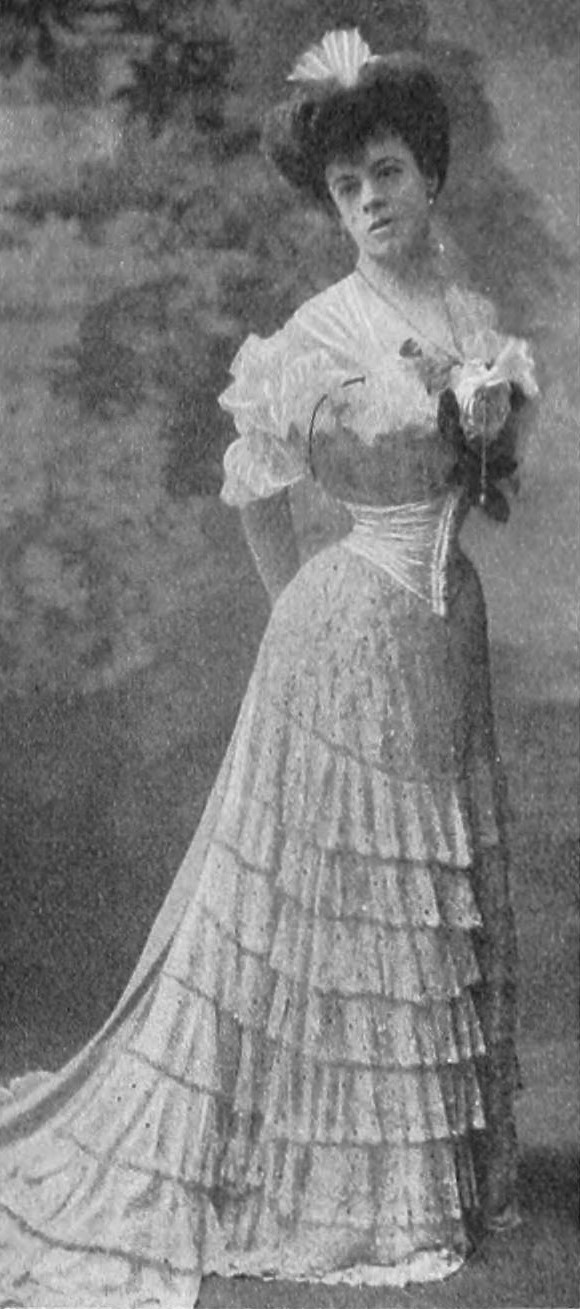
Фотографія 19-го століття феммініелло, стародавньої культури кросс дрессингу в Неаполі, Італія
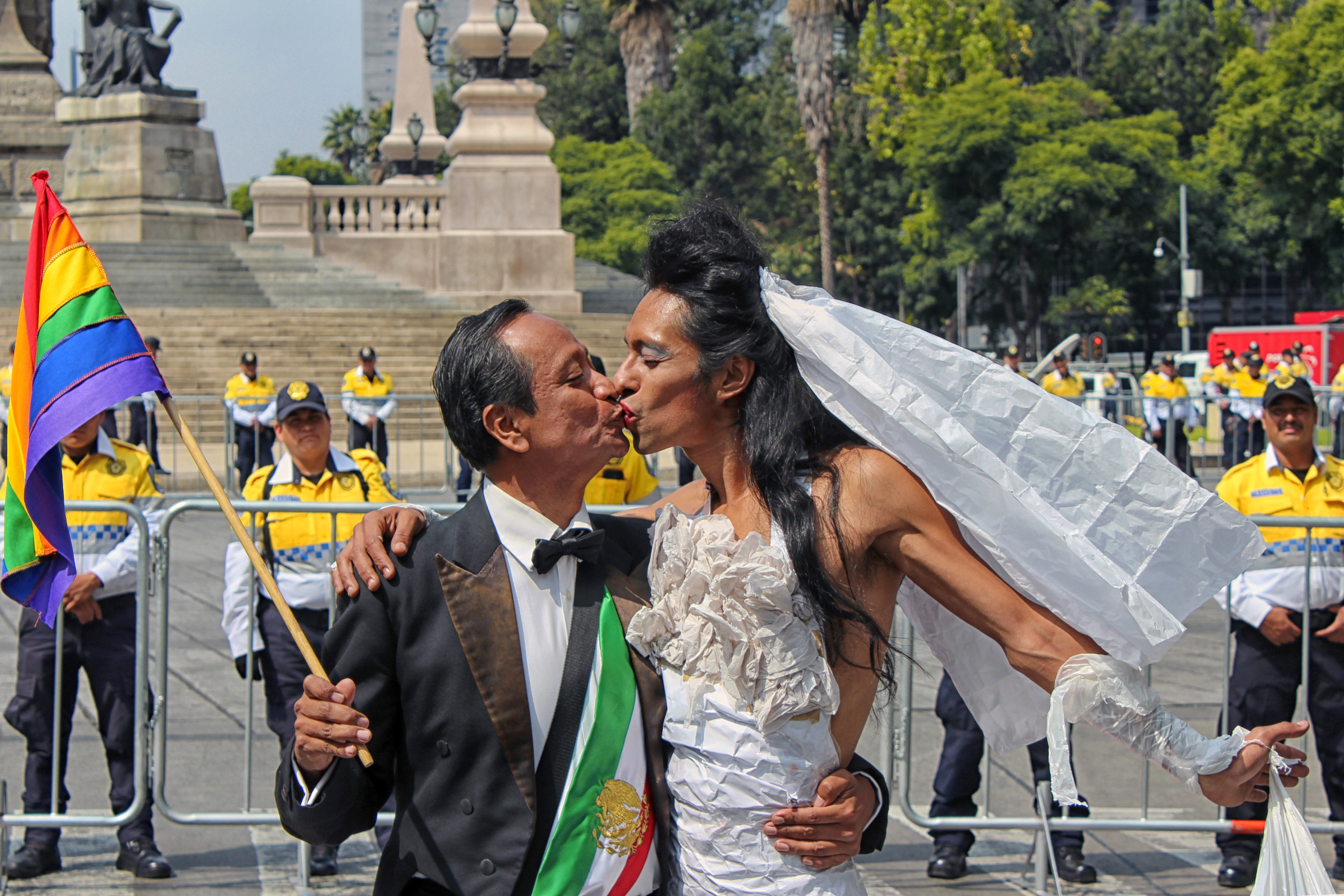
Гей і трансвестит, що цілуються на демонстрації, Мехіко
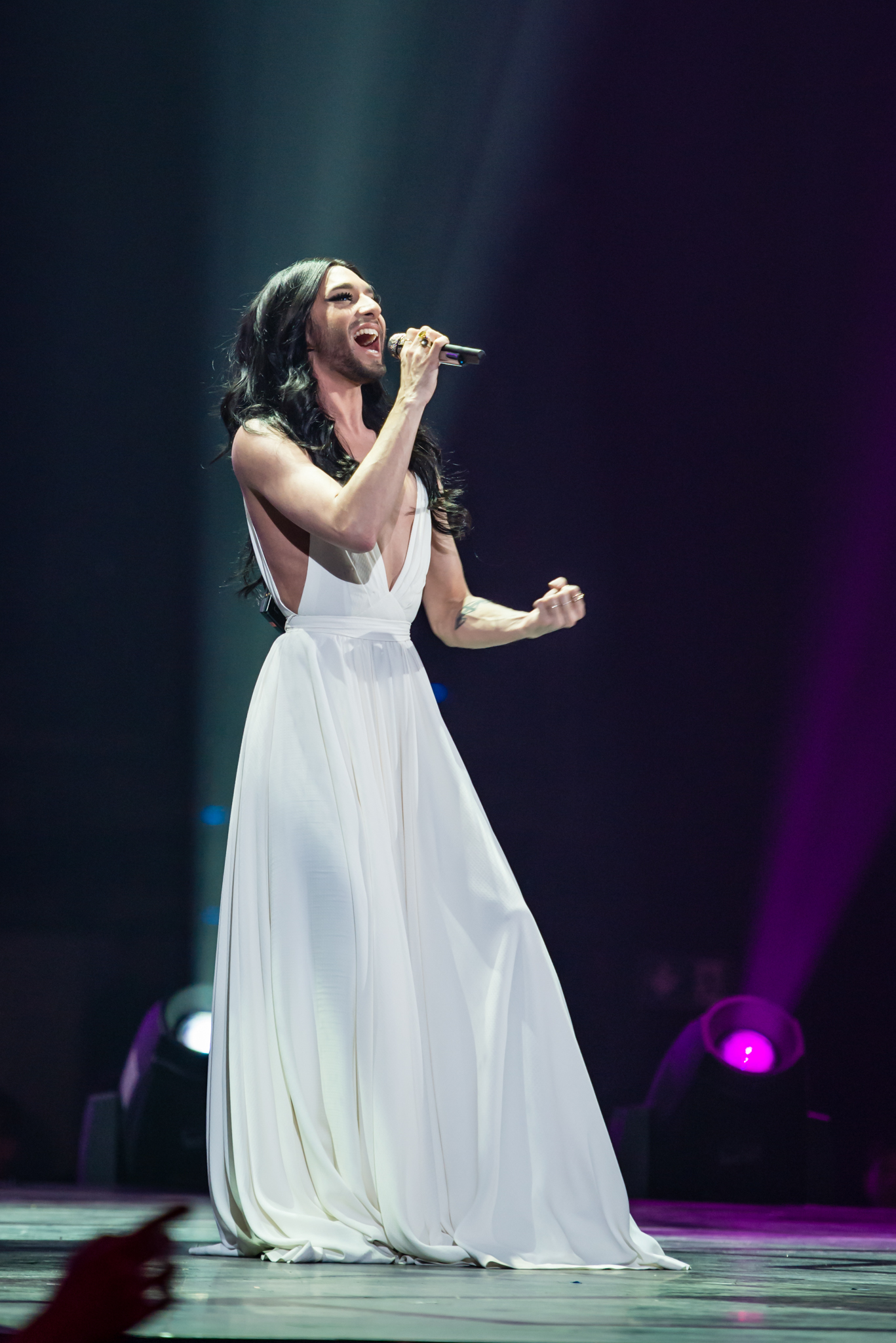
Кончита Вурст